# Фопијано (Тренто)
Фопијано је насеље у Италији у округу Тренто, региону Трентино-Јужни Тирол.
Према процени из 2011. у насељу је живело 93 становника. Насеље се налази на надморској висини од 769 м.